# Vitaa
Vitaa, właśc. Charlotte Gonin (ur. 14 marca 1983 w Miluzie) – francuska wokalistka rhythm and blues. Ma francusko-włoskie korzenie.

## Życiorys
Została odkryta przez DJ–a Kosta który organizował duet razem z Dadoo. Vitaa wystąpiła w piosence Pas a pas (Krok po kroku), wtedy też po raz pierwszy przyjęła pseudonim Vitaa.
Przez następne lata Vitaa występowała we współpracy z różnymi raperami i artystami R&B, ewentualnie razem z Diam’s oraz Pitem Baccardi, na którego albumie Premiere classe RnB wystąpiła w utworze Ma soeur (Moja siostra). Później kolejny raz wystąpiła w duecie z Dadoo w piosence Sur ta route (Na twojej drodze), oraz w duetach z wieloma innymi artystami jak choćby w utworze Mytho razem z Mafia K’1 Fry czy w piosence Bol d'air razem z Rohff oraz Jasminem.
Przełomowym momentem w jej karierze był utwór Confessions nocturnes nagrany razem z Diam’s, dzięki któremu stała się ulubienicą francuskiej publiczności.
Od tamtego czasu wystąpiła w utworze Peur d'aimer razem z Nessbealem oraz w piosence Ne dis jamais wspólnie z francuskim raperem Sinikiem.
Vitaa jest pierwszą wokalistką reprezentującą wytwórnie muzyczną – Motown France. Jej pierwszy album wydany 5 lutego 2007 osiągnął we Francji pierwsze miejsce pod względem sprzedaży.

## Dyskografia

### Albumy
| Rok  | Dane dot. albumu                                                                                  |
| ---- | ------------------------------------------------------------------------------------------------- |
| 2007 | A fleur de toi - Wydany: 5 lutego 2007 - Wytwórnia: Universal Music                               |
| 2009 | Celle que je vois - Wydany: 28 grudnia 2009 - Wytwórnia: Universal Music                          |
| 2017 | J4M - Wydany: 5 maja 2017 - Wytwórnia: Indifference Prod, Play Two - Format: CD, digital download |

### Single
| Rok  | Tytuł                            |
| ---- | -------------------------------- |
| 2007 | „A fleur de toi”                 |
| 2007 | „Me soeur”                       |
| 2007 | „Toi”                            |
| 2007 | „Pourqoi les hommes?”            |
| 2009 | „Une fille pas comme les autres” |
| 2010 | „Pour que tu restes”             |
| 2016 | „Ça les dérange” (Jul)           |
| 2017 | „Peine & pitié”                  |

### Z gościnnym udziałem
- Pas à Pas feat Dadoo
- Mytho feat Mafia K’1 Fry
- Bol d'air feat Rohff
- Oublie feat Pit Baccardi et Diam’s
- Sur ta route feat Dadoo
- Fille facile feat Dadoo
- C.B with Casus Belli
- Confessions nocturnes feat Diam’s
- Ne dis jamais feat Sinik
- La gomme feat Diams
- Peur d'aimer feat Nessbeal
- Ma sœur remix feat Mac Tyer
- Ma sœur remix feat Diam’s

### Teledyski
| Rok  | Tytuł                   | Reżyseria |
| ---- | ----------------------- | --------- |
| 2007 | „Ne dis jamais”         | –         |
| 2007 | „Confessions nocturnes” | –         |
| 2007 | „Ma soeur”              | –         |
| 2007 | „Toi”                   | –         |
| 2007 | „Porquoi les hommes”    | –         |
| 2016 | „Ça les dérange”        | –         |
| 2017 | „Peine & pitié”         | –         |
| 2017 | „Comme dab”             | –         |